# Samuel Umtiti
Samuel Umtiti (ur. 14 listopada 1993 w Jaunde) – francuski piłkarz kameruńskiego pochodzenia występujący na pozycji obrońcy, obecnie pozostaje bez klubu. W latach 2016–2019 reprezentant Francji.

## Kariera klubowa
Umtiti rozpoczął treningi piłki nożnej w 1999 roku w FC Menival. W 2001 roku trafił do Olympique Lyon, a w 2012 został zawodnikiem pierwszej drużyny.
W lipcu 2016 roku piłkarz podpisał 5-letni kontrakt z FC Barceloną. Kataloński klub zapłacił za niego 25 milionów euro. Lewonożny środkowy obrońca już w pierwszym sezonie w klubie stał się ważną postacią i rozegrał 43 mecze.
W szczytowym okresie kariery, który przypadł na 2018 rok jego wartość rynkowa szacowana była na 70 milionów euro. Ze względu na przewlekłą kontuzję kolana jego wartość rynkowa w 2021 spadła do 2 mln euro.
W sierpniu 2022 został wypożyczony z FC Barcelony do włoskiego US Lecce, gdzie grał do 30 czerwca 2023. Po jego powrocie do Barcelony, hiszpański klub ogłosił, że za obustronnym porozumieniem ich umowa obowiązująca do końca sezonu 2025/2026 została rozwiązana.
22 lipca 2023 podpisał kontrakt z francuskim klubem Lille OSC, obowiązujący do końca czerwca 2025. Większość sezonu 2024/2025 pauzował z powodu kontuzji.

## Kariera reprezentacyjna
Karierę reprezentacyjną Umtiti rozpoczął od występów w reprezentacji Francji U-17. W latach 2010–2011 grał w reprezentacji U-18. W latach 2011–2012 grał w reprezentacji U-19. W latach 2012–2013 był zawodnikiem kadry do lat 20, z którą został mistrzem świata U-20 w 2013 roku. W dorosłej reprezentacji zadebiutował 3 lipca 2016 w wygranym 5:2 meczu z Islandią w ćwierćfinale Euro 2016.
W 2018 sięgnął z Francją po mistrzostwo świata.

## Statystyki kariery

### Klubowe
Stan na 1 sierpnia 2025
| Klub            | Sezon      | Liga  | Liga | Puchar kraju | Puchar kraju | Puchar ligi | Puchar ligi | Europa | Europa | Inne  | Inne | Razem | Razem |
| Klub            | Sezon      | Mecze | Gole | Mecze        | Gole         | Mecze       | Gole        | Mecze  | Gole   | Mecze | Gole | Mecze | Gole  |
| --------------- | ---------- | ----- | ---- | ------------ | ------------ | ----------- | ----------- | ------ | ------ | ----- | ---- | ----- | ----- |
| Olympique Lyon  | 2011/12    | 12    | 0    | 3            | 0            | 3           | 0           | 0      | 0      | —     | —    | 18    | 0     |
| Olympique Lyon  | 2012/13    | 26    | 1    | 0            | 0            | 0           | 0           | 6      | 1      | —     | —    | 32    | 2     |
| Olympique Lyon  | 2013/14    | 28    | 0    | 1            | 0            | 3           | 0           | 10     | 0      | —     | —    | 42    | 0     |
| Olympique Lyon  | 2014/15    | 35    | 1    | 2            | 0            | 1           | 0           | 2      | 1      | —     | —    | 40    | 2     |
| Olympique Lyon  | 2015/16    | 30    | 1    | 2            | 0            | 1           | 0           | 4      | 0      | 1     | 0    | 38    | 1     |
| Olympique Lyon  | Razem      | 131   | 3    | 8            | 0            | 8           | 0           | 22     | 2      | 1     | 0    | 170   | 5     |
| FC Barcelona    | 2016/17    | 25    | 1    | 9            | 0            | —           | —           | 8      | 0      | 1     | 0    | 43    | 1     |
| FC Barcelona    | 2017/18    | 25    | 1    | 4            | 0            | —           | —           | 9      | 0      | 2     | 0    | 40    | 1     |
| FC Barcelona    | 2018/19    | 13    | 0    | 0            | 0            | —           | —           | 1      | 0      | 0     | 0    | 14    | 0     |
| FC Barcelona    | 2019/20    | 13    | 0    | 1            | 0            | —           | —           | 3      | 0      | 1     | 0    | 18    | 0     |
| FC Barcelona    | 2020/21    | 13    | 0    | 2            | 0            | —           | —           | 1      | 0      | 0     | 0    | 16    | 0     |
| FC Barcelona    | 2021/22    | 1     | 0    | 0            | 0            | —           | —           | 0      | 0      | 0     | 0    | 1     | 0     |
| FC Barcelona    | Razem      | 91    | 2    | 16           | 0            | —           | —           | 22     | 0      | 4     | 0    | 133   | 2     |
| US Lecce (wyp.) | 2022/23    | 25    | 0    | —            | —            | —           | —           | —      | —      | —     | —    | 25    | 0     |
| US Lecce (wyp.) | Razem      | 25    | 0    | —            | —            | —           | —           | —      | —      | —     | —    | 25    | 0     |
| Lille OSC       | 2023/24    | 6     | 0    | 1            | 0            | —           | —           | 6      | 0      | —     | —    | 13    | 0     |
| Lille OSC       | 2024/25    | 0     | 0    | 0            | 0            | —           | —           | 0      | 0      | —     | —    | 0     | 0     |
| Lille OSC       | Razem      | 6     | 0    | 1            | 0            | —           | —           | 6      | 0      | —     | —    | 13    | 0     |
| W karierze      | W karierze | 253   | 5    | 25           | 0            | 8           | 0           | 50     | 2      | 5     | 0    | 341   | 7     |

### Reprezentacyjne
Stan na 8 lipca 2019
| Reprezentacja | Rok     | Występy | Gole |
| ------------- | ------- | ------- | ---- |
| Francja       | 2016    | 4       | 0    |
| Francja       | 2017    | 10      | 1    |
| Francja       | 2018    | 13      | 2    |
| Francja       | 2019    | 4       | 1    |
| Łącznie       | Łącznie | 31      | 4    |

## Sukcesy

### Olympique Lyon
- Puchar Francji (1x): 2011/12
- Superpuchar Francji (1x): 2012

### FC Barcelona
- Mistrzostwo Hiszpanii (2x): 2017/2018, 2018/2019
- Puchar Króla (3x): 2016/2017, 2017/2018, 2020/2021
- Superpuchar Hiszpanii (2x): 2016, 2018

### Reprezentacyjne
- Mistrzostwa Świata do lat 20 2013:  Złoto
- Euro 2016:  Srebro
- Mistrzostwa świata 2018 w Rosji:  Złoto

## Odznaczenia
- Chevalier Legii Honorowej – nadanie 2018[12], wręczenie 2019[13][14]